# Давид Доудєра
Давид Доудєра (чеськ. David Douděra, нар. 31 травня 1998, Брандіс-над-Лабою-Стара-Болеслав) — чеський футболіст, захисник клубу «Славія».
Виступав, зокрема, за клуби «Дукла» (Прага) та «Млада Болеслав», а також національну збірну Чехії.
Володар Кубка Чехії.

## Клубна кар'єра
Народився 31 травня 1998 року в місті Брандіс-над-Лабою-Стара-Болеслав.
У дорослому футболі дебютував 2017 року виступами за команду «Дукла» (Прага), в якій провів три сезони, взявши участь у 46 матчах чемпіонату. 
Своєю грою за цю команду привернув увагу представників тренерського штабу клубу «Млада Болеслав», до складу якого приєднався 2020 року. Відіграв за команду з Млада Болеслава наступні два сезони своєї ігрової кар'єри. Більшість часу, проведеного у складі «Млада Болеслава», був основним гравцем захисту команди.
До складу клубу «Славія» приєднався 2022 року. Станом на 13 серпня 2023 року відіграв за празьку команду 31 матч в національному чемпіонаті.

## Виступи за збірні
У 2018 році дебютував у складі юнацької збірної Чехії (U-20), загалом на юнацькому рівні взяв участь у 3 іграх.
У 2019 році залучався до складу молодіжної збірної Чехії. На молодіжному рівні зіграв у 3 офіційних матчах.
У 2023 році дебютував в офіційних матчах у складі національної збірної Чехії.
| Дата      | Місто     | Господарі  | Результат | Гості  | Турнір            | Голи | Примітки |
| --------- | --------- | ---------- | --------- | ------ | ----------------- | ---- | -------- |
| 24-3-2023 | Прага     | Чехія      | 3 – 1     | Польща | Відбір до ЧЄ 2024 | -    | 71'      |
| 20-6-2023 | Подгориця | Чорногорія | 1 – 4     | Чехія  | товариський матч  | -    |          |
| Усього    |           | Матчів     | 2         |        | Голів             | 0    |          |

## Титули і досягнення
- Володар Кубка Чехії (1):

«Славія»: 2022-2023
- Чемпіон Чехії (1):

«Славія»: 2024-2025